# Jacòb de Gassion

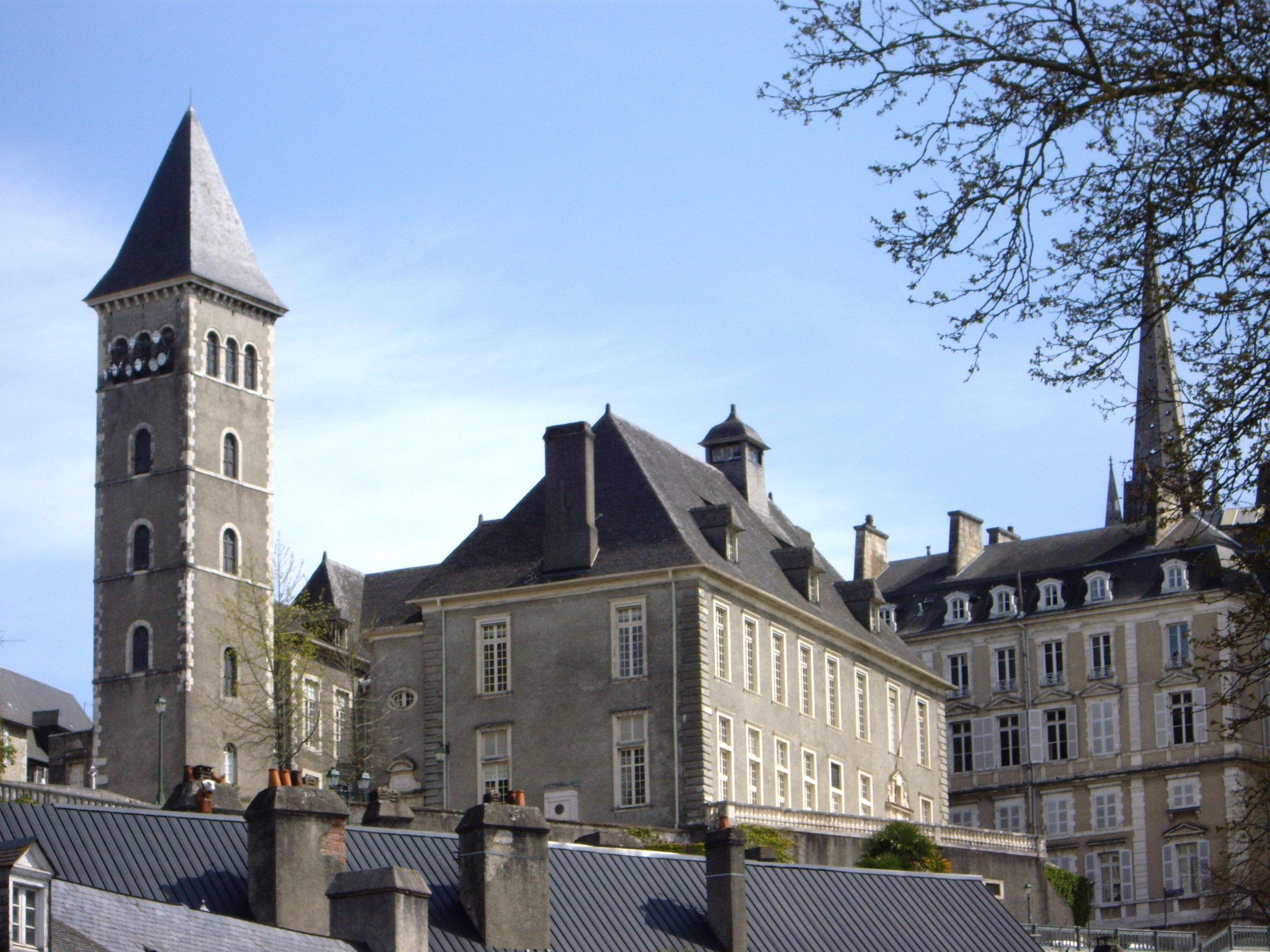
Pau, el Parlamento de Navarra

Jacòb de Gassion (en francés Jacob de Gassion ; nacido en Pau, 1578 - 1635) fue un presidente de Parlamento de Navarra de Pau, Bearne, y también un poeta de lengua occitana en su dialecto bearnés. Era tío del mariscal de Francia Joan de Gassion (Jean de Gassion). 
Su obra más famosa es un soneto inspirado por Pierre Ronsard y que ha sido puesto en música por el cantautor de variedad bearnés Marcel Amont :
Quan lo primtemps en rauba pingorlada

A hèit passar l'escosor deus grans hreds,

Lo cabiròu per bonds e garrimbets,

Sauteriqueja au mietan de la prada.

Au bèth esguit de l'auba ensafranada

Prenent la fresca , au long deus arrivets,

Miralhà's va dehens l'aiga argentada,

Puish suu tucòu hè cent arricoquets...

Deus cans corrents cranh chic la clapiteja ;

E se tien sauv ... Mes, en tant qui holeja,

L'arquebusèr lo da lo còp mortau !

Atau viví sens tristessa ni mieja,

Quan un bèth uelh m'anà har per enveja,

Au miei deu còr, bèra plaga leiau.

Traducción : "Cuando la primavera con su pollera multicolor se ha deshecho de los últimos achaques del fríos, la gamuza, con ligeros rebotes salta en medio del prado. Al hermoso despertar del alba color de asafrán, al gozar de la frescura, a lo largo de los arroyuelos, se refleja dentro del agua plateada y luego sobre el monte se va corriendo ... De los canes de caza, poco teme los alaridos ; y se mantiene a salvo ... sin embargo, mientras anda despreocupado, la aquabuza le da el golpe mortal. así viví sin tristeza ni miedo, cuando un hermoso ojo vino a darme por ganas, en medio del corazón, una llaga ligera".
- Datos: Q2741633